# 65-й отдельный танковый полк
65-й отдельный танковый Брестский Краснознамённый, орденов Суворова, Кутузова полк — тактическое формирование Рабоче-крестьянской Красной армии в годы Великой Отечественной войны.

## История
65-й отдельный танковый полк начал формироваться в Ногинске в конце 1942 года на основании Директивы НКО № 1105709сс от 26 ноября 1942 года. 
В боевых действиях 65-й отдельный танковый полк принимал участие с 12 февраля 1943 года. Затем вошёл в состав 8-й гвардейской армии.  
На момент проведения Берлинской операции 65-й отдельный танковый полк находился в подчинении 8-й гвардейской армии.
15 октября 1945 года 65-й отдельный танковый полк переформирован в 28-й танковый полк и вошёл в состав 21-й гвардейской механизированной дивизии. 
Перед выводом из ГДР 28-й танковый полк дислоцировался в городе Галле и имел на вооружении 89 танков Т-80, 20 БМП (12 БМП-2, 5 БМП-1, 3 БРМ-1К), 18 самоходных гаубиц 2С1, 3 БМП-1КШ.
В апреле 1993 года 28-й танковый полк, вместе с остальной 27-й мсд, выведен в село Тоцкое (Оренбургская область) Приволжского военного округа. По прибытии в Оренбургскую область полк был слит с дислоцировавшимся в Тоцком 34-м танковым полком 213-й мотострелковой дивизии и получил номер 152.
В ходе реформы Вооружённых сил 152-й танковый полк был расформирован.